# SV Blau-Gelb Berlin
Der SV Blau-Gelb Berlin e. V. ist ein deutscher Sportverein aus Berlin. Der über 1000 Mitglieder starke Mehrspartenverein gliedert sich in die Abteilungen Allgemeinsport, Boxen, Fußball, Gewichtheben und Hockey. Die Abteilung Fußball ist mit rund 600 Mitgliedern die größte Abteilung des Gesamtvereins. Heimstätte der Fußballabteilung ist im Berliner Bezirk Pankow, Stadtteil Weißensee, die Traditionssportanlage Rennbahnstraße (ehemalige Radrennbahn Weißensee) mit dem Stadion Rennbahnstraße, dem modernen Kunstrasenfußballfeld und dem Rasenplatz Roelckestr. 106.

## Sektion Fußball

Historisches Logo der BSG Tiefbau Berlin

Blau-Gelb Berlin wurde am 12. Mai 1951 als Betriebssportgemeinschaft (BSG) des VEB Tiefbau Berlin (später VEB Tiefbaukombinat Berlin) unter dem Namen BSG Aufbau Weißensee gegründet. 1954 fusionierte Aufbau Weißensee mit der BSG Vorwärts Gosen zur BSG Aufbau/Tiefbau Berlin, drei Jahre später schlossen sich außerdem die BSG Motor Weißensee-Süd sowie die Fußballabteilung des SC Aufbau Berlin an. Da die Mannschaft des SC Aufbau Berlin bereits in der damals viertklassigen Berliner Bezirksliga spielte, konnte Aufbau/Tiefbau Berlin deren Platz übernehmen.
Der 1958 erneut in BSG Tiefbau Berlin umbenannten Mannschaft gelang im Jahr 1959 vor der punktgleichen BSG Motor Köpenick erstmals der Aufstieg in die zweite DDR-Liga. Die damals dritthöchste ostdeutsche Spielklasse konnten die Berliner bis zu ihrer Auflösung im Jahr 1963 mit überwiegend gesicherten Mittelfeldplätzen halten, konnten sich in der letzten Saison aber als Tabellensiebenter ebenso wie die Lokalrivalen EAB 47 Berlin, der SG Adlershof sowie Lufthansa Berlin nicht für die DDR-Liga qualifizieren. In den Spielzeiten 1961/62 und 1962/63 agierten die Berliner als SC Tiefbau Berlin, mussten aber die Bezeichnung Sportclub durch die zunehmende Bildung von Leistungszentren wie den SC Frankfurt oder SC Potsdam wieder ablegen. In der Folgezeit stieg Tiefbau Berlin in die viertklassige Bezirksklasse Berlin ab, aus welcher erst 1984 die Rückkehr in die höchste Ostberliner Spielklasse gelang.
Ende der 1980er Jahre konnte Tiefbau im Berliner FDGB-Bezirkspokal mehrere Erfolge feiern und erreichte von 1989 bis 1991 dreimal in Folge das Finale, welches 1990 und 1991 jeweils gewonnen wurde. Dadurch qualifizierte sich der Verein für den FDGB- bzw. DFB-Pokal.
Nach der Wende wurde der Verein in SV Blau-Gelb Berlin umbenannt und in die Landesliga Berlin integriert. In der Auftaktsaison, welche auch als Qualifikation zur Verbandsliga Berlin diente, verfehlte Blau-Gelb mit einem elften Rang den Aufstieg. In der Folgesaison stieg Blau-Gelb Berlin aus der Landesliga ab und verschwand in den Niederungen des Berliner Fußballs. Nach dem Aufstieg aus der Kreisliga in der Saison 2006/07 spielte Blau-Gelb fünf Jahre in der Bezirksliga, bevor 2012 die Rückkehr in die Landesliga gelang. Nach drei Jahren ging es 2015 zurück in die Bezirksliga.
In der Saison 2015/16 holten sich die Frauen des SV Blau-Gelb Berlin ungeschlagen den Berliner Meistertitel.

## Erfolge

### Herren
- Teilnahme II. DDR-Liga: 1960, 1961/62, 1962/63
- Teilnahme DFB-Pokal: 1991/92
- Teilnahme FDGB-Pokal: 1961/62, 1989/90, 1990/91
- Berliner Pokalsieger: 1990, 1991

### Frauen
- Berliner Meister: 2016, 2017, 2023
- Berliner Pokalsieger 2022